# Gemeinde Loimaa

Wappen der ehemaligen Gemeinde Loimaa (heute Wappen der Stadt Loimaa)

Die Gemeinde Loimaa (finn. Loimaan kunta, schwed. Loimaa kommun), bis 1977 Landgemeinde Loimaa (Loimaan maalaiskunta, Loimaa landskommun) ist eine ehemalige Gemeinde in der südwestfinnischen Landschaft Varsinais-Suomi.
Die Gemeinde Loimaa umfasste das Umland der Stadt Loimaa. Diese hatte 1921 als Marktflecken (kauppala) die kommunale Selbstständigkeit erlangt und besitzt seit 1969 das Stadtrecht. Verwaltungszentrum der Gemeinde Loimaa war der Ort Hirvikoski, in welchem sich auch die 1831–37 erbaute Kirche von Loimaa befindet. 1976 wurde die Gemeinde Metsämaa in die Gemeinde Loimaa eingemeindet. 2005 schloss sich die Gemeinde ihrerseits der Stadt Loimaa an. Die Gemeinde Loimaa hatte eine Fläche von 434,08 km² und zuletzt rund 6.000 Einwohner.